# Roca Aïllada
La Roca Aïllada és una muntanya de 31 metres que es troba al municipi de Palau de Santa Eulàlia, a la comarca catalana de l'Alt Empordà.